# حوزه انتخابیه پنجم کنتیکت
حوزه انتخابیه پنجم کنتیکت یک حوزه انتخابیه مجلس نمایندگان آمریکا است که در ایالت کنتیکت قرار دارد.